# Batu Tara
Pour les articles homonymes, voir Batu (homonymie).
Batu Tara est une île volcanique d'Indonésie.

## Description
Batu Tara est une petite île isolée des Petites îles de la Sonde, dans la mer de Florès. Elle est constituée d'un stratovolcan en activité depuis 2007.

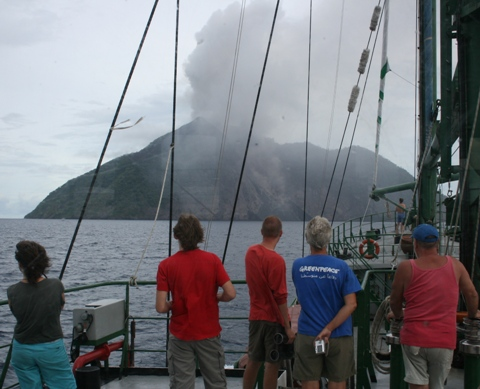
Éruption du Batu Tara le 14 décembre 2009